# El marxismo dará la salud a los enfermos
El marxismo dará salud a los enfermos es una pintura de Frida Kahlo de 1954 pintado en óleo sobre masonita. Se encuentra en el Museo Frida Kahlo, también conocido como La Casa Azul, y fue restaurado en 2009 gracias a un donativo del gobierno alemán.

## Análisis de la obra
En ella encontramos a la propia Frida, soltando sus muletas, en el centro de la pintura. También tiene un corsé de hierro (haciendo alusión a los que ella utilizaba debido al accidente), y es sostenida por unas manos (representan el marxismo sanándola). También encontramos el águila de EE. UU. y al propio Karl Marx ahogando al águila. Se ve también el mundo con dos países en rojo la URSS y China. 
La obra tiene un gran significado detrás. La vida de Frida Kahlo fue terriblemente dura, pero marcada al mismo tiempo por el valor y la esperanza. En este cuadro ella, con doble sentido, intenta mostrar que la única vía para un mundo mejor es el marxismo. No solo le ha curado a ella (ya no le hacen falta las muletas) sino que ahora el alma del movimiento marxista (Karl Marx) mata al símbolo estadounidense, el alma del capitalismo, sanando así al mundo. En la pintura aparecen también otros símbolos que muestran las bondades de la ideología marxista, tales como una gran paloma blanca de la paz en el extremo superior derecha del cuadro. El cuadro muestra la profunda creencia, casi religiosa, en que la liberación que traería el marxismo sería absoluta y la liberaría también de su propio sufrimiento